# Le grandi storie della fantascienza: 1963
Le grandi storie della fantascienza: 1963 (titolo originale Isaac Asimov Presents the Great SF Stories 25 (1963)) è un'antologia di racconti di fantascienza raccolti e commentati da Isaac Asimov e Martin H. Greenberg. È l'ultimo dei volumi facenti parte della serie Le grandi storie della fantascienza e comprende racconti pubblicati nel 1963.
È stata pubblicata nel 1992 e tradotta in italiano nel 1995.

## Racconti
- La nave fortezza (Fortress Ship), di Fred Saberhagen
- Non in letteratura (Not in Literature), di Christopher Anvil
- I veri ricchi (The Totally Rich), di John Brunner
- Un lavoro per il professor Gray (New Folks' Home), di Clifford D. Simak
- Le facce dietro il vetro (The Faces Outside), di Bruce McAllister
- Il pianeta caldo (Hot Planet), di Hal Clement
- I mercanti di dolore (The Pain Peddlers), di Robert Silverberg
- Spegnere il cielo (Turn off the Sky), di Ray Nelson
- Due nella metropoli (They Don't Make Life Like They Used To), di Alfred Bester
- Bernie, novello Faust (Bernie the Faust), di William Tenn
- Una rosa per l'Ecclesiaste (A Rose for Ecclesiastes), di Roger Zelazny
- Se non ci fosse Benny Cemoli (If There Were No Benny Cemoli), di Philip K. Dick

## Edizioni
- Isaac Asimov Presents The Great SF Stories 25 (1963), DAW Books, 1992.
- Le grandi storie della fantascienza: 1963, Arnoldo Mondadori Editore, 1995, ISBN 88-04-40838-3.